# Motief (algebraïsche meetkunde)
In de algebraïsche meetkunde, een deelgebied van de wiskunde, geeft een motief (of soms op zijn Frans motif) 
enig essentieel deel van een algebraïsche variëteit. Tot op heden is men er wel in geslaagd pure motieven te definiëren, maar dit geldt niet voor de gemengde motieven. Pure motieven zijn tripletten (X, p, m), waar X een gladde projectieve variëteit, p : X ⊢ X een idempotente correspondentie is, en m een geheel getal is. Een morfisme van (X, p, m) naar (Y, q, n) wordt door een correspondentie van de graad n - m gegeven.

## Introductie
De theorie van motieven werd oorspronkelijk bedacht als een poging om een snel vermenigvuldigend aantal cohomologietheorieën te verenigen, waaronder Betti-cohomologie, de Rham cohomologie, l-adische cohomologie, en kristallijne cohomologie. De algemene hoop is dat vergelijkingen zoals
- [projectieve lijn] = [lijn] + [punt]
- [projectief vlak] = [vlak] + [lijn] + [punt]

een steeds steviger wiskundige basis kunnen krijgen met een diepe betekenis. Van bovenstaande vergelijkingen is bekend dat ze waar zijn in vele betekenissen, zoals in de betekenis van CW-complex waar "+" overeenkomt met het hechten van cellen, en in de betekenis van verschillende cohomologietheorieën, waar "+" overeenkomt met de directe som.
Vanuit een ander gezichtspunt zetten motieven de reeks veralgemeningen voort van rationale functies op variëteiten naar divisoren op variëteiten naar Chow-groepen van variëteiten. De veralgemening gebeurt in meer dan één richting, omdat motieven kunnen worden beschouwd met betrekking tot meer soorten equivalenties dan rationale equivalenties. De toelaatbare equivalenties worden gegeven door de definitie van een adequate equivalentierelatie.

## Uitleg voor niet-specialisten
Een veel toegepaste techniek in de wiskunde is het bestuderen van objecten met een bepaalde structuur door een categorie te introduceren waarvan de morfismen deze structuur behouden. Dan kan men vragen wanneer twee gegeven objecten isomorf zijn en vragen naar een "bijzonder mooie" vertegenwoordiger in elke isomorfismeklasse. De classificatie van algebraïsche variëteiten, d.w.z. de toepassing van dit idee in het geval van algebraïsche variëteiten, is erg moeilijk vanwege de zeer niet-lineaire structuur van de objecten. Bij het afzwakken van de voorwaarde bij het bestuderen van variëteiten tot birationeel isomorfisme heeft dit geleid tot het vakgebied van de birationale meetkunde. Een andere manier om de vraag te behandelen is om aan een gegeven variëteit X een object van meer lineaire aard te koppelen, dat wil zeggen een object dat geschikt is voor de technieken van lineaire algebra, bijvoorbeeld een vectorruimte. Deze "linearisatie" wordt meestal aangeduid met de naam cohomologie.
Er zijn verschillende belangrijke cohomologietheorieën, die verschillende structurele aspecten van variëteiten weergeven. De (deels conjectuele) theorie van motieven is een poging om een universele manier te vinden om algebraïsche variëteiten te lineariseren, d.w.z. motieven worden verondersteld een cohomologietheorie te geven die al deze bijzondere cohomologieën belichaamt. Bijvoorbeeld, de genus van een gladde projectieve kromme C, die een interessante invariant van de kromme is, is een geheel getal, dat kan worden afgelezen van de dimensie van de eerste Betti-cohomologie groep van C. Het motief van de kromme zou dus de genusinformatie moeten bevatten. Natuurlijk is de genus een vrij grove invariant, dus het motief van C is meer dan alleen dit getal.